# Gottfried Kleinschmidt
Gottfried Kleinschmidt (* 17. August 1860 in Bochum; † 19. Dezember 1931 in Frankfurt am Main) war ein deutscher Kaufmann, Unternehmer und Mäzen, der als vielseitig sozial engagierter Bürger der Stadt Frankfurt am Main bekannt ist.

## Leben und Werk
Kleinschmidt war ein Sohn von Engelbert Kleinschmidt (1824–1892) und Mina Kleinschmidt geb. Pappelbaum (1836–1889). Er heiratete 1893 Elly Kleinschmidt geb. Müllensiefen (* 13. April 1873 in (Dortmund-)Marten; † 23. Juni 1943 in Frankfurt) und hatte mit ihr vier Kinder, Gottfried (Eduard Engelbert Emil) gen. Friedel (1893–1960), Franz gen. Hans (1895–1962), Margarethe gen. Marga (1899–1986) und Elly Sophie Berta (1902–1945).

### Ausbildung
Gottfried Kleinschmidt stammte aus kleinen Verhältnissen. Nach Erreichen der Mittleren Reife durchlief er eine kaufmännische Lehre im Geschäft seines Schwiegervaters Eduard Müllensiefen (1840–1917). Dieser war Direktor der Zeche Germania in (Dortmund-)Marten und einer der Söhne von Gustav Müllensiefen (1799–1874). Gustav und sein Bruder Theodor Müllensiefen (1802–1879) hatten im Jahr 1825 die Glasfabrik Gebr. Müllensiefen Crengeldanz bei Witten gegründet. Zur Verbesserung insbesondere der Herstellung von Tafelglas hatten sie ab 1842 umfangreichen Zechenbesitz erworben.

### Unternehmung in Frankfurt am Main
Gottfried Kleinschmidt gründete 1884 als eigenes Unternehmen eine Kohlengroßhandlung unter der Firma Gottfried Kleinschmidt. Außerdem war er Mitbegründer eines Schifffahrtsunternehmens, der Vereinigten Frankfurter Reedereien. Dieses Unternehmen verfügte über Dampfschiffe und Lastkähne, mit denen Steinkohle und Koks vom Ruhrgebiet über den Rhein in das Rhein-Main-Gebiet transportiert wurden.
1889 kam Gottfried Kleinschmidt von Dortmund nach Frankfurt. Zu diesem Zeitpunkt war der Main von Frankfurt bis zur Mündung bereits kanalisiert (1883–1886) und dadurch für größere Schiffe befahrbar gemacht worden. Gegenüber dem Frankfurter Westhafen war ein spezieller Kohlehafen für den Kohle- und Petroleumumschlag eingerichtet worden, dort siedelte sich das Unternehmen an. Seit dem Amtsantritt von Franz Adickes als Oberbürgermeister von Frankfurt im Jahr 1890 wurde in der Stadt die Industrialisierung verstärkt. Dazu trug auch die Eingemeindung der schon stärker industrialisierten Nachbargemeinde Bockenheim im Jahr 1895 bei. Entsprechend wuchs die Bevölkerung im Umkreis von Frankfurt in den ersten Jahren nach 1890 besonders stark. Mit Unterstützung seines Sohnes Friedel entwickelte Gottfried Kleinschmidt in diesem Umfeld sein Unternehmen zu einem der führenden der Branche in Süddeutschland, es bestand bis 1935. Außerhalb von Frankfurt war Gottfried Kleinschmidt an Unternehmungen der Steinindustrie und der Landwirtschaft beteiligt.

### Wohnung und Wirken in Eschersheim
1899 kam Kleinschmidt in den Frankfurter Vorort Eschersheim, wo er das später unter dem Namen Kleinschmidtpark bekannt gewordene Gelände an der Kurhessenstraße / Höllbergstraße kaufte. Kleinschmidts Grundstücksnachbar war damals ein anderer prominenter Eschersheimer Bürger, der Jurist und Münzsammler Ernst Justus Haeberlin. 1912 ließ Gottfried Kleinschmidt auf seinem Gelände ein Landhaus errichten. 1972 musste diese Villa zum Bedauern der Grundstücksnachbarn drei neuen Hochhäusern Platz machen.
Gottfried Kleinschmidt war ein vielseitig sozial engagierter Mensch und wurde mit dem Ehrentitel eines (preußischen) Kommerzienrats ausgezeichnet. Von Anfang 1911 bis Ende Februar 1919 übte er unter den Frankfurter Bürgermeistern Franz Adickes und Georg Voigt das Ehrenamt eines Stadtverordneten aus. Er war Mitglied der Nationalliberalen Partei. Als Sachverständiger für den Kohlenhandel erstellte er Gutachten für die Frankfurter Handelskammer und beriet die Kommission für den Bau des Frankfurter Osthafens. Dorthin übersiedelte 1912 auch sein Handelsunternehmen. Als Stadtverordneter vertrat er besonders die Interessen der Einwohner aus den Vororten Eschersheim und Ginnheim nach deren Eingemeindung zur Stadt Frankfurt im Jahr 1910. Er war Mitglied mehrerer sozialer und städtischer Ausschüsse. Er war im Vorstand der städtischen Stiftung Allgemeiner Almosenkasten.

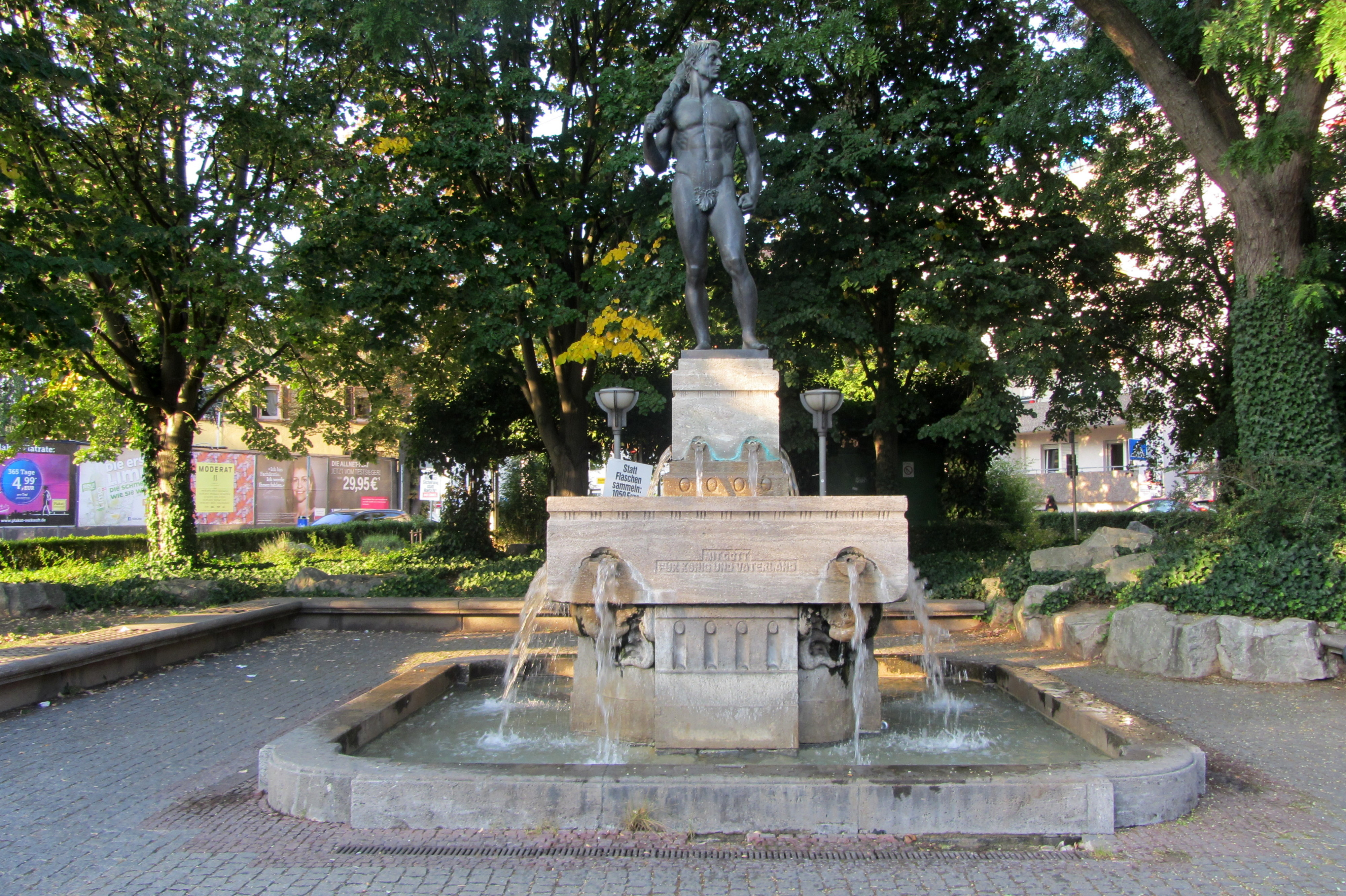
Kriegerdenkmal Brunnen am Weißen Stein

Zusammen mit seiner Frau Elly Kleinschmidt gründete er 1911 die Gottfried-und-Elly-Kleinschmidt-Stiftung mit 50.000 Mark Kapital, aus deren Erträgen bis 1950 bedürftige Einwohner in den Stadtteilen Eschersheim und Ginnheim unterstützt wurden. Elly Kleinschmidt hatte schon vor dem Ersten Weltkrieg in Eschersheim die Säuglingsfürsorge eingerichtet, in der Mütter jede Woche kostenlos ihre Säuglinge untersuchen lassen konnten. Während des Ersten Weltkriegs (1914–1918) ließ Gottfried Kleinschmidt in seinem Haus gemäß einer Zusage insgesamt 17 Pflegeplätze für Kriegsverwundete einrichten, angeblich je einen Platz für jede Million seines Vermögens. Gottfried Kleinschmidt war Mitglied in mehreren Eschersheimer Vereinen, z. B. im Gesangsverein „Sängerlust“. Für die Vereine und für Eschersheim hatte er eine großzügige, offene Hand. Am bekanntesten ist die Stiftung von 10.000 Mark an die Gemeinde Eschersheim im Jahr 1909 zur Errichtung eines Kriegerdenkmals auf dem Platz Am Weißen Stein zum Andenken an die im Deutsch-Französischen Krieg von 1870/1871 gefallenen Eschersheimer. Vom 1910 errichteten Brunnen (vor dem Zweiten Weltkrieg auch Herkulesbrunnen genannt, neuerdings Weißensteinbrunnen) ging die ursprünglich aufgesetzte Herkules-Statue Ende 1945 verloren. 2009 ließ der Ortsbeirat 9 die Statue rekonstruieren und die Replik auf dem Brunnen aufstellen. Der Brunnen war beim Bau der U-Bahn auf dem Platz Am Weißen Stein versetzt worden.
Für die in der Nachbarschaft des Brunnens 1910 erbaute katholische Kirche St. Josef stiftete Gottfried Kleinschmidt die große Glocke.
Von der Freundschaft mit dem Komponisten Max Reger (1873–1916) zeugt ein Brief Regers an das Ehepaar Kleinschmidt vom 6. Januar 1906, in dem sich der Komponist für die gastfreundliche Aufnahme im Hause Kleinschmidt bedankt. Die Ehefrauen Elly Kleinschmidt und Elsa Reger kannten sich seit ihrer gemeinsamen Zeit im Pensionat.
Gottfried Kleinschmidt wurde auf dem Frankfurter Hauptfriedhof im Familienbegräbnis beigesetzt.
Die ‚Kleinschmidtstraße’ im Frankfurter Stadtteil Eschersheim, die die Eschersheimer Landstraße mit der Kurhessenstraße verbindet und auf den ehemaligen Kleinschmidtpark zuläuft, erinnert an den Honoratioren und prominenten Einwohner des Stadtteils.

## Sonstiges
In der Umgebung von Frankfurt war der Ausspruch geläufig: „Das kanns de mache wie Kleinschmidts Jung.“ Damit sollte ausgedrückt werden, dass bei einer Entscheidung die Höhe des finanziellen Aufwands unwichtig sei.